# Urburschenschaft

Stamm-Buch der Urburschenschaft mit dem Eintrag von Heinrich von Gagern, dem späteren Präsidenten der Frankfurter Nationalversammlung

Die Urburschenschaft verfolgte die Idee, die landsmannschaftlichen Zusammenschlüsse an den Universitäten abzuschaffen und alle Studenten in einer „Allgemeinen Burschenschaft“ zusammenzuführen. Auch in der Politik sollte die Kleinstaaterei zugunsten eines vereinten Deutschlands abgeschafft werden. Protagonisten dieser Ideen waren Friedrich Ludwig Jahn, Ernst Moritz Arndt, Johann Gottlieb Fichte und Jakob Friedrich Fries. Ein Spiritus rector war der Jenaer Historiker Heinrich Luden.

## Entstehung

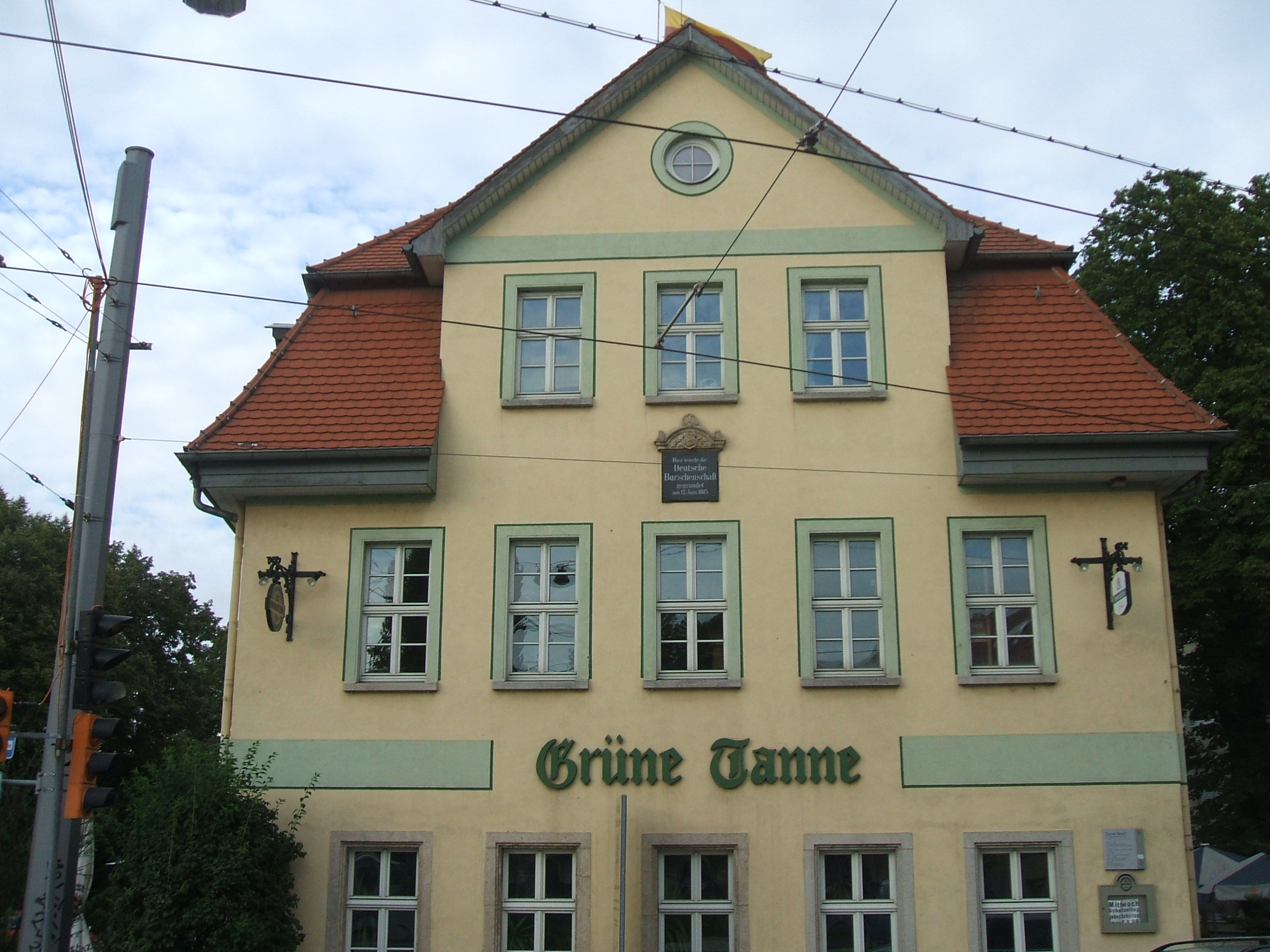
Gründungsort der Urburschenschaft, Gasthaus „Grüne Tanne“ in Jena-Wenigenjena, Karl-Liebknecht-Straße 1

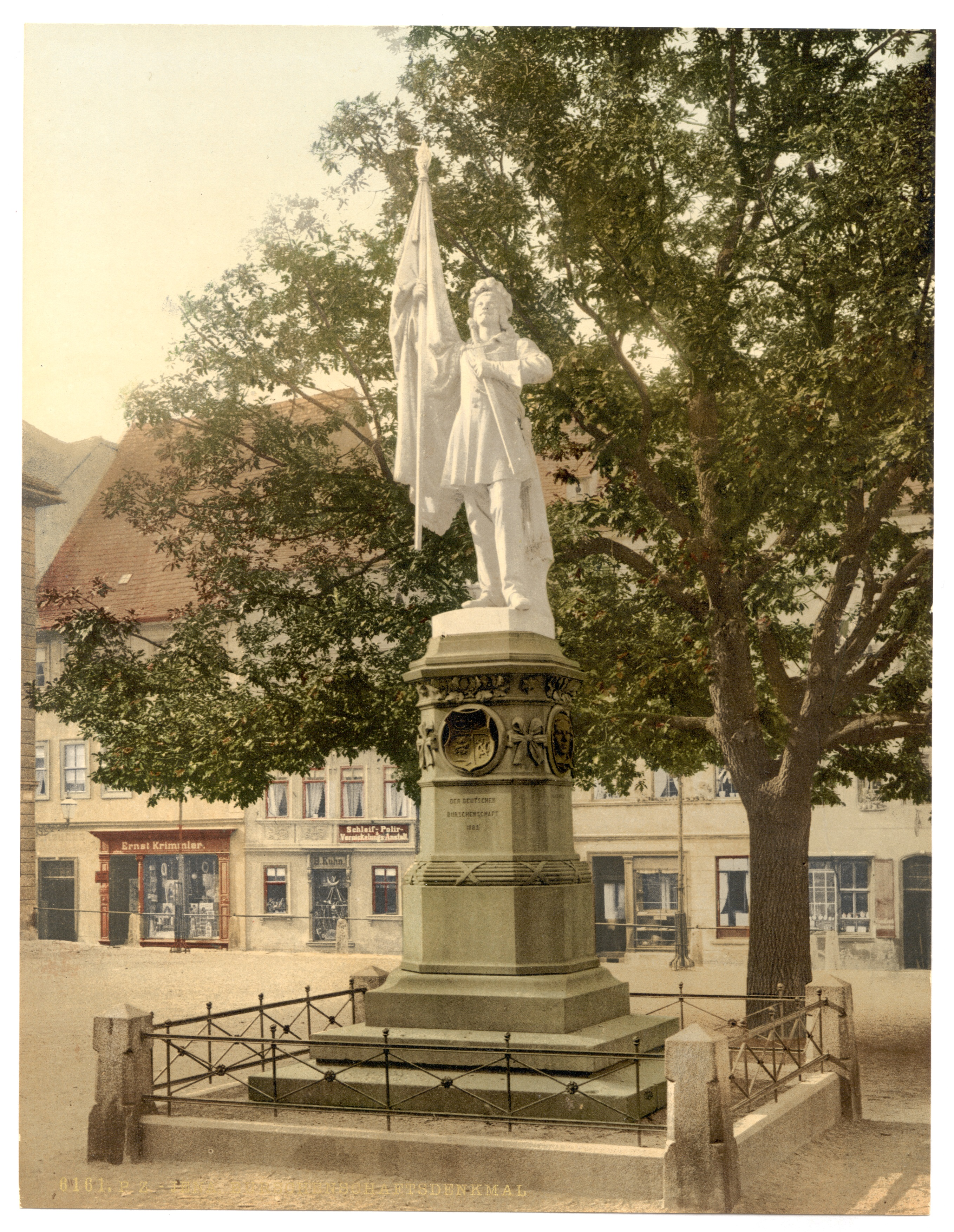
Denkmal für die Urburschenschaft und ihre Gründer in Jena. Historischer Standort auf dem Eichplatz, später vor dem Neuen Universitätshauptgebäude

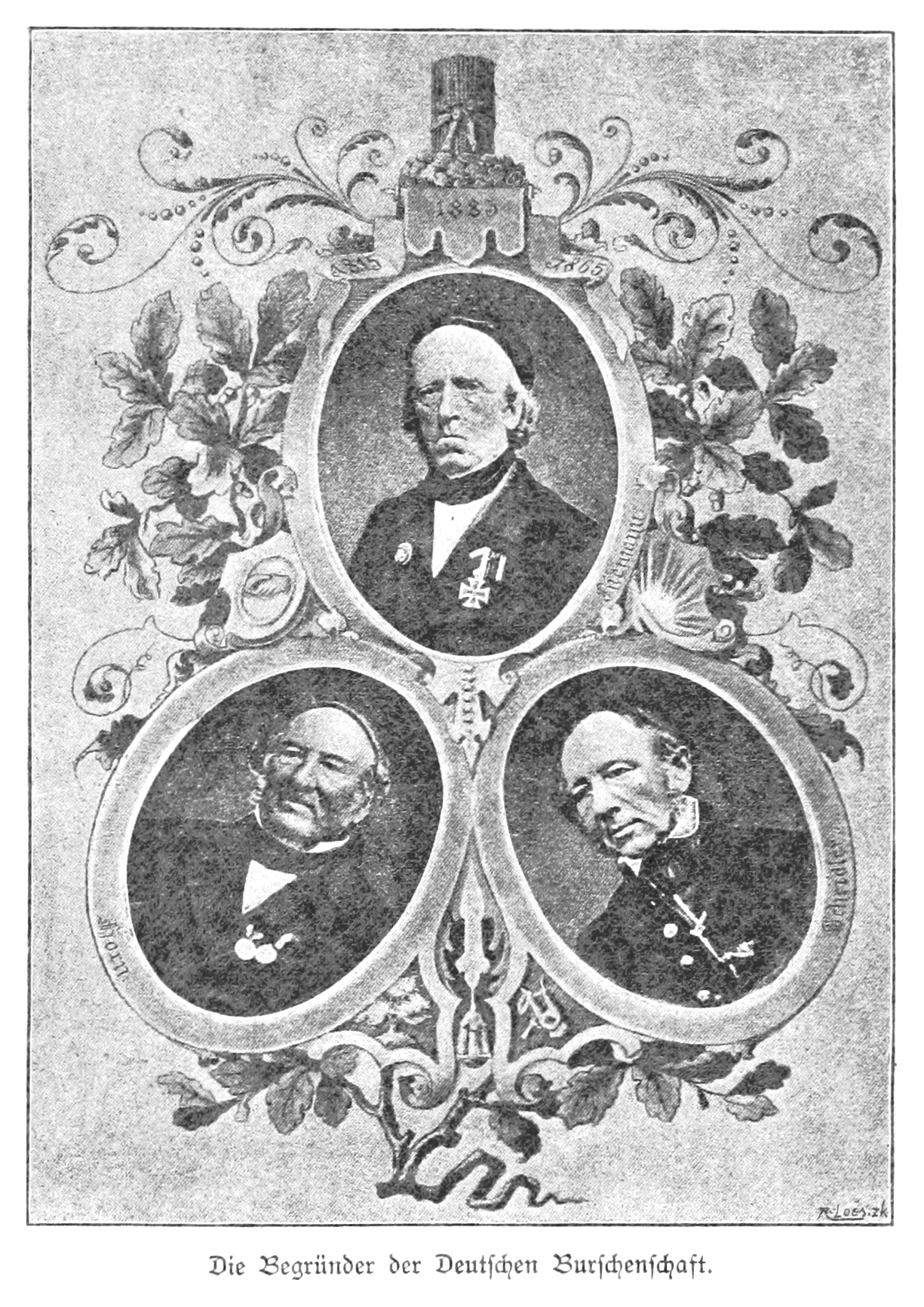
Jenaer Gedenkblatt (1883) – die Begründer der Deutschen Burschenschaften Riemann (o), Horn (ul) und Scheidler (ur)

Wie in weiten Teilen der Bevölkerung (überwiegend im preußisch-protestantischen Raum) entwickelte sich während der napoleonischen Fremdherrschaft auch innerhalb der Studentenschaft ein eigener, deutscher Patriotismus. Bereits 1811/12 wurde von Friedrich Ludwig Jahn und Karl Friedrich Friesen der erste Plan zur Gründung einer „Burschenschaft“ (Bursche war die zeitgenössische Bezeichnung für Student) gefasst. Die Aufgaben sollten in der Stärkung des deutschen Sinnes, der moralischen Verbesserung und Vorbereitung der deutschen Befreiung und Einigung liegen. Die Ideen fanden starken Anklang an den deutschen Universitäten. Als in Preußen zur Zeit der Befreiungskriege die Bildung von Freiwilligenverbänden zugelassen wurde, traten viele Studenten – viele waren später Gründungsmitglieder der Urburschenschaft – in das Lützowsche Freikorps ein, wo sie mit den Gedanken der Jahn-Friesenschen Burschenordnung in Kontakt kamen. Nach der siegreichen Rückkehr aus Frankreich kam es 1814 mit der Gründung einer „Wehrschaft“ in Jena, der „Teutonia“ in Halle (die bereits stark burschenschaftlich geprägt war und den Wahlspruch „Freiheit, Ehre, Vaterland!“ hatte) und in Gießen („Gießener Schwarze“ oder „Unbedingte“) zu den ersten burschenschaftlichen Vereinigungen.
Als studentische Zusammenschlüsse dominierten um 1815 Landsmannschaften als Gruppen von Studenten gleicher regionaler Herkunft. Für die Jenaer Studenten waren sie ein Symbol der staatlichen Zersplitterung Deutschlands. Allerdings zeigten sich auch bei den Landsmannschaften bald nationale Regungen. In der Nacht vom 5. auf den 6. September 1812 hatte die Landsmannschaft Vandalia Jena das erste deutsch-patriotische Studentenfest des 19. Jahrhunderts auf der Kunitzburg mit einem großen Feuer, patriotischen Liedern und Reden gefeiert. Am 29. Mai 1815 beschloss der Senioren-Convent der Jenaischen Landsmannschaften seine Auflösung. Am 12. Juni 1815 lösten sich die bestehenden Landsmannschaften Thuringia, Vandalia, Franconia, Saxonia und Curonia auf und gründeten im Gasthaus „Grüne Tanne“ in Wenigenjena die Burschenschaft.
In der Verfassungsurkunde der Jenaischen Burschenschaft vom 12. Juni 1815 heißt es:

„Erhoben von dem Gedanken an ein gemeinsames Vaterland, durchdrungen von der heiligen Pflicht, die jedem Deutschen obliegt, auf Belebung deutscher Art und deutschen Sinnes hinzuwirken, hierdurch deutsche Kraft und Zucht zu erwecken, mithin die vorige Ehre und Herrlichkeit unsres Volkes wieder fest zu gründen und es für immer gegen die schrecklichste aller Gefahren, gegen fremde Unterjochung und Despotenzwang zu schützen, ist ein Teil der Studierenden in Jena zusammengetreten und hat sich beredet, eine Verbindung unter dem Namen einer Burschenschaft zu gründen.“

Die Burschenschaft verstand sich als studentische Reformbewegung und wurde deshalb zuerst von der Universität unterstützt. Vor allem das Schikanieren von jüngeren Studenten (Pennalismus) und das Duellwesen waren in den Landsmannschaften weit verbreitet. In der Jenaer Verfassungsurkunde wurde ausführlich das Zusammenleben innerhalb der Burschenschaft beschrieben und das Austragen von Mensuren strengen Regeln unterworfen.
Die Gründungszeremonie erfolgte im Gasthaus „Grüne Tanne“ in Wenigenjena, weil dieser Ort den Studenten eine ausreichende Räumlichkeit bot. Der Mythos, dass dieser Ort gewählt worden war, weil er außerhalb der Stadtgrenzen Jenas lag und damit der Gerichtsbarkeit der Universität entzogen war, ist falsch, weil gerade in der Frühzeit die Burschenschaft als Reformbewegung von Staat und Universität unterstützt worden ist. Als Zeichen der Auflösung senkten die Landsmannschaften ihre Fahnen. Aus der Mitte der anwesenden 143 Stifter wurden die Amtsträger gewählt: 9 Vorsteher und 21 Ausschussmitglieder. Damit war die Burschenschaft ins Leben gerufen. Zum ersten Sprecher wurde Carl Horn berufen, der letzte Senior der Landsmannschaft Vandalia Jena.
Im Gegensatz zur späteren Entwicklung konnte an der Universität Jena um 1815 das Ideal, alle Studenten einer Universität zu umfassen, zumindest am Anfang noch zu einem gewissen Teil durchgesetzt werden. So gehörten der „Urburschenschaft“ insgesamt 859 aktive Studenten an, also rund 60 Prozent aller Jenaer Studenten, die zwischen dem Sommersemester 1815 und dem Wintersemester 1819/20 in Jena studiert haben. Einen solchen Abdeckungsgrad konnte später keine Burschenschaft oder irgendeine andere Art von Verbindung mehr erreichen.
Die vollständige Liste aller Mitglieder der Urburschenschaft, das „Stamm-Buch“, ist heute im Besitz der Burschenschaft Arminia auf dem Burgkeller Jena und wurde im Jahre 2005 neubearbeitet und publiziert.
Die Burschenschaftsbewegung breitete sich bald im gesamten deutschen Raum aus und stellte sich in Gegensatz zu den frühen Landsmannschaften, die bis dahin die Vertretung für die Studenten einer Universität beanspruchten.
Die Burschenschaften waren von Anfang an politische Organisationen mit politischen Forderungen: vor allem nach demokratischen Reformen und Deutschlands Einigung. Die Landsmannschaften dagegen verstanden sich demgegenüber als Zusammenschlüsse zur gemeinsamen Regelung des studentischen Lebens.
Im Jahre 1817 trat die neue Bewegung bei einem Treffen zahlreicher Burschen auf der Wartburg (Wartburgfest) zum ersten Mal an die Öffentlichkeit. Hier wurde das Ziel der Zusammenführung der Studentenschaft in eine einheitliche Organisation durchformuliert, um damit die Einheit Deutschlands im universitären Bereich vorwegzunehmen. So zitierte die Zeitschrift Isis oder Encyclopädische Zeitung im Jahre 1817 einige Redner auf dem Wartburgfest:

„Eben deßhalb müsst ihr euch keine Namen geben, welche dieser Universalität widersprechen. Nicht weiße, schwarze, rothe, blaue usf. müsst ihr euch nennen; denn das sind auch andere; auch nicht Teutonen müsst ihr euch nennen; denn Teutonen sind auch die andern. Euer Name sey, was ihr allein und ausschließlich seyd, nehmlich Studentenschaft oder Burschenschaft. Dazu gehört ihr alle, und niemand anders  Hütet euch aber, ein Abzeichen zu tragen, und so zur Parthey herabzusinken, das bewiese, dass ihr nicht wisst, dass der Stand der Gebildeten in sich den ganzen Staat wiederholt, und also sein Wesen zerstört durch Zersplitterung in Partheyen.“

## Symbole

Fahne der Urburschenschaft von 1816

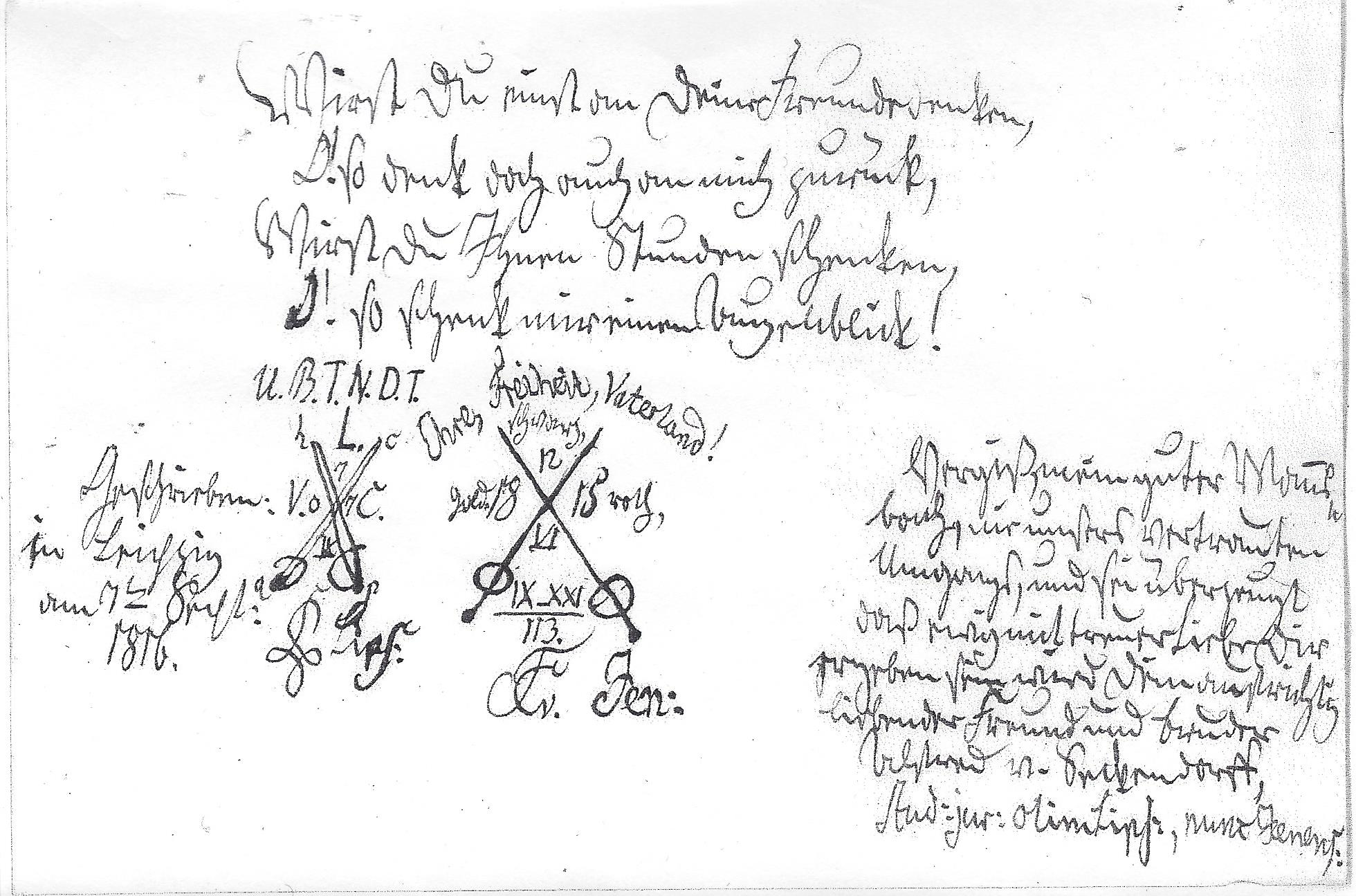
Stammbuchblatt Alfred von Seckendorffs – einzigartiges Nebeneinander der Zirkel von Urburschenschaft und Corps

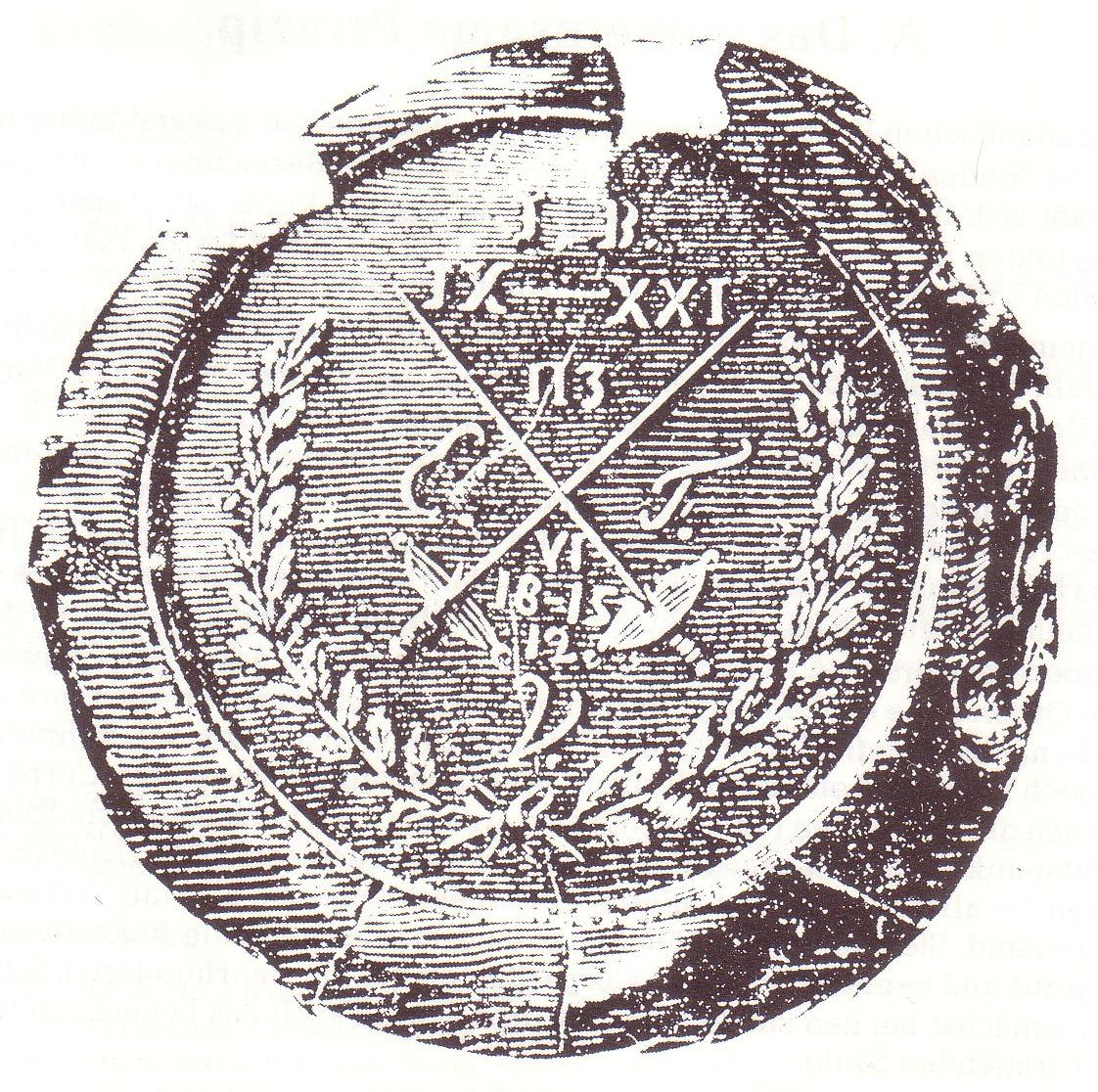
Siegel der Urburschenschaft

Ein Symbol der neuen nationalen Bewegung war eine besondere Form der Kleider- und Haartracht, die bereits während der Befreiungskriege aufgekommen war und altdeutsche Tracht genannt wurde, obwohl es keine historischen Vorbilder gab. Diese Tracht sollte einen Gegenpol zu „französischen Modetorheiten“ bilden und bestand aus einem langen geschlossenen Rock mit oben weit geöffnetem Hemdkragen, weit geschnittenen Hosen und einem großen, samtenen Barett. Als unverzichtbar galten lange Haare und Bartwuchs. Diese Tracht galt als so provokant und aufrührerisch, dass sie von den Behörden teilweise verboten wurde.
Die Farben der Urburschenschaft gingen unmittelbar auf die Lanzenwimpel der Ulanen im Freikorps „von Lützow“ zurück, geteilt von rot und schwarz, mit goldenem Fransensaum (Percussion) zusätzlich geschmückt. Sie befindet sich heute als Dauerleihgabe in der Göhre in Jena, als gemeinsames Eigentum der Burschenschaften Arminia, Germania und Teutonia. Später entstand die sog. „Wartburgfahne“, rot mit schwarzem Balken, überdeckt von einem goldenen Eichenzweig und mit goldenem Fransensaum geschmückt. Eine der ersten schwarz-rot-goldenen Fahnen hängt heute im großen Saal der Wartburg. Die Fahne sollte den Ursprung der „deutschen Farben“ Schwarz-Rot-Gold bilden. Diese wiederum gehen auf die Uniformfarben des Lützowschen Freikorps in den Befreiungskriegen gegen Napoleon zurück: Sie war schwarz mit roten Vorstößen und goldfarbenen Knöpfen.

## Auswirkung
Während sich die Idee der Burschenschaft in ganz Deutschland ausbreitete und überall in Deutschland neue Burschenschaften gegründet wurden, konnte die Vereinigung aller Studenten einer Universität an anderen Orten nicht wie in Jena durchgesetzt werden. Auch der Versuch von 1818, eine „Allgemeine Deutsche Burschenschaft“ für alle Studenten Deutschlands zu gründen, war nach den Karlsbader Beschlüssen zum Scheitern verurteilt. An vielen Universitäten bestanden die früheren Landsmannschaften, die sich später Corps nannten, weiter oder wurden wiederbegründet.
Bald gab es auch Richtungskämpfe innerhalb der „burschenschaftlichen“ Bewegung. Die Urburschenschaft in Jena zerfiel 1819 in die drei gleichberechtigten Burschenschaften Teutonia Jena, Germania Jena und Arminia Jena. Von Arminia wurden fortschrittliche Gedanken und von der Germania das Gegenteil vertreten. Es wurde bald von einer arministischen und einer germanistischen Richtung innerhalb der burschenschaftlichen Bewegung gesprochen. Auch die Jenenser Corps Saxonia, Thuringia und Franconia gründeten sich ab 1820 wieder.
Anlässlich der Auflösung der Urburschenschaft dichtete Daniel August von Binzer 1819 das Lied Wir hatten gebauet ein stattliches Haus, dessen 7. Strophe lautet:

„Das Band ist zerschnitten,

war Schwarz, Rot und Gold,

und Gott hat es gelitten,

wer weiß was er gewollt!“

Hier wurden die Farben Schwarz-Rot-Gold erstmals erwähnt, die dann zum Symbol der Burschenschafts- und Demokratiebewegung in Deutschland wurden. Die Trikolore in den deutschen Farben wurde 1832 auf dem Hambacher Fest zum ersten Mal gezeigt, allerdings überwiegend nach Jenenser Tradition von unten nach oben, das heißt, der schwarze Farbstreifen war unten, der goldene oben.
Bei der Emanzipation und Differenzierung des Bürgertums und der Akademisierung des Adels scheiterte die Urburschenschaft mit ihrem Ideal einer einheitlichen Studentenschaft. Vielmehr erstarkten die Senioren-Convente. Die Ziele der Urburschenschaft wurden später zum Teil vom Studentischen Progress, von der Freistudentenbewegung und – am folgenreichsten – in der Deutschen Studentenschaft aufgegriffen und verfolgt.
Über 100 Jahre später scheiterte der Nationalsozialismus in seinem Streben nach einer Gleichschaltung der deutschen Studentenschaft. Ein Teil der Studentenverbindungen entzog sich der Gleichschaltung und suspendierte.

## Mitglieder
Siehe: Mitglieder der Urburschenschaft